# 蝶山区
蝶山区（ちょうざん-く）は中華人民共和国広西チワン族自治区梧州市にかつて存在した市轄区。2013年に万秀区と合併した。